# Historia de un oso
Historia de un oso is een Chileense korte animatiefilm uit 2014. Tijdens de 88ste Oscaruitreiking won de film de prijs voor beste korte animatiefilm. Het was de eerste keer dat een Chileense film een Oscar won en de tweede Chileense nominatie. De film bevat geen gesproken woord.

## Verhaal
Een oude eenzame beer bouwt een kijkkast en neemt deze mee naar de stad. Aan een welp toont hij het mechanisch poppenspel dat zich daarin bevindt. De blikken poppen vertellen het levensverhaal van de oude beer. Hij wordt door geüniformeerde personen weggerukt van zijn vrouw en kind en wordt gedwongen in een circus te werken. Tijdens een stunt met een fiets breekt hij uit de circustent en weet te ontsnappen aan de bewakers. De beer fietst terug naar huis en ziet daar dat het meubilair kapot is geslagen. Zijn vrouw en kind zijn ongedeerd. Terwijl ze elkaar omhelzen stort het huis in elkaar, hetgeen hun bewegingsvrijheid beperkt. Dan sluit het luikje van de kijkkast. De welp geeft de beer een muntje en keert terug naar zijn vader. De oude beer kijkt nogmaals naar de foto waarop hij met zijn vrouw en kind staat.

## Achtergrond
Het verhaal is gebaseerd op het verhaal van Osorio's grootvader, die na de staatsgreep van Pinochet werd gearresteerd en gevangengezet, waarna hij naar Engeland vluchtte, ver van zijn familie. Rond de uitgifte van de film stond het gebruik van dieren in circussen ter discussie, hetgeen een tweede boodschap aan de film meegeeft.